# Маттео Тальяріоль
Маттео Тальяріоль  (італ. Matteo Tagliariol; нар. 7 січня 1983, Тревізо, Італія) — італійський фехтувальник, олімпійський чемпіон.

## Виступи на Олімпіадах
| Олімпіада  | Дисципліна           | Місце |
| ---------- | -------------------- | ----- |
| Пекін 2008 | шпага, індивідуальні | 1     |
| Пекін 2008 | шпага, командні      | 3     |